# Hell in a Cell (2011)
Hell in a Cell (2011) foi um evento em pay-per-view de wrestling profissional produzido pela WWE, ocorreu no dia 2 de outubro de 2011, na New Orleans Arena em Nova Orleães, Luisiana. Foi o terceiro evento Hell in a Cell anual e, como o evento de 2010, ocorreram em seu card, lutas Hell in a Cell.

## Antes do evento
Hell in a Cell teve lutas de wrestling profissional de diferentes lutadores com rivalidades e histórias pré-determinadas que se desenvolveram no Raw e SmackDown — programas de televisão da WWE, tal como nos programas transmitidos pela internet - Superstars e NXT. Os lutadores interpretaram um vilão ou um mocinho seguindo uma série de eventos para gerar tensão, culminando em várias lutas.
No Night of Champions, John Cena derrotou Alberto Del Rio, se tornando Campeão da WWE. No Raw de 19 de setembro, Triple H anunciou que Cena defenderia o título contra Del Rio e CM Punk em uma luta Hell in a Cell.
Ainda no Night of Champions, Mark Henry se tornou Campeão Mundial dos Pesos-Pesados ao derrotar Randy Orton. No Hell in a Cell, Henry enfrentaria Orton em uma luta Hell in a Cell.
No Raw de 26 de setembro, Christian ameaçou processar Triple H caso ele não lhe desse mais uma luta pelo World Heavyweight Championship. Triple H marcou, então, uma luta no Hell in a Cell entre Christian e Sheamus.
No Night of Champions, Kelly Kelly derrotou Beth Phoenix, retendo o Divas Championship. No Hell in a Cell, Phoenix teria uma revanche.

## O evento

### Lutas preliminares
Antes da primeira luta começar The Miz e R-truth apareceram próximo ao ringue, no público, mas foram expulsos por Laurinaits.
A primeira luta da noite foi entre Sheamus e Cristian. Sheamus começou com a vantagem na base da força bruta, mas foi empurrado por Christian para fora do ringue, e a luta mudou de figura. Sheamus mais uma vez teve o domínio, mas a luta ficou igualitária. Christian errou um Spear, acertando o poste do corner, e após isso sofreu um Brogue Kick, dando a vitória a Sheamus.
A segunda luta da noite foi entre o Sin Cara azul e o Sin Cara preto. A luta, como já era esperada, teve muitas manobras acrobáticas, com os dois pulando fora do ringue. A luta acabou com o Sin Cara azul revertendo um Power Bomb em um Roll-up.
A terceira luta da noite foi pelo WWE Tag Team Championship, entre os campeões Air Boom (Kofi Kingston e Evan Bourne) contra os desafiantes Dolph Ziggler e Jack Swagger, acompanhados de Vickie Guerrero. Evan Bourne e Kofi Kingston, como nas lutas anteriores, usaram a agilidade e trocaram Tags para começar com a vantagem na luta, por um momento os desafiantes tiveram o domínio e Swagger chagou a aplicar um Ankle Lock em Bourne, Kingston entrou derrubando Swagger e sofrendo um Zig-Zag de Ziggler. A luta acabou quando Bourne aplicou um Roll-up em Swagger de cima do corner e Kingston impediu que Ziggler o salvasse da contagem.
A quarta luta da noite foi entre Randy Orton e o World Heavyweight Champion Mark Henry. Orton teve a vantagem fora do ringue no começo, mas a luta passou para dentro do ringue e Henry castigou as costelas de Randy, voltaram pra fora do ringue e Henry Usou a jaula contra Orton, esmagando sua cabeça. Orton se recuperou levando a luta para dentro do ringue e aplicou movimentos característicos, como Elevated DDT e RKO, tentando fazer o pin, em vão. Tentou a aplicar um Punk Kick em Mark, que aplicou-lhe um Strongest Slam, e a submissão. Após a luta Mark Henry voltou ao ringue atacando Orton e tentando quebrar seu tornozelo, colocando uma cadeira nele. Mas Orton se esquivou e bateu em Henry até a entrada com a cadeira.
Cody Rhodes apareceu para demonstrar o novo design do Intercontinental Title, Teddy Long chegou e marcou uma luta de última hora entre Morrison e Rhodes pelo título. Rhodes teve de lutar de calça social, pois não tinha vindo preparado. Morrison teve a vantagem no início, Rhodes tentou deixar a luta para perder por count-out, assim não perdendo o título, mas foi trazido por John ao ringue, onde Rhodes obteve a vantagem e depois deixar Morrison ficar encurvado no meio do ringue lhe aplicou um Roll-up, vencendo a luta.

### Pré Main Event
A sexta luta da noite foi entre a WWE Divas Champion Kelly Kelly, acompanhada por Eve, e a desafiante Beth Phoenix, acompanhada por Natalya. Kelly Kelly começou com a vantagem, mas Phoenix reverteu com a força e passou a castigá-la, Natalya atacou Eve Torres fora do ringue. A luta acabou após Kelly ser atingida com um microfone por Natalya, quando o juiz não estava vendo, e por um Glam Slam.

### Main Event
A última luta da noite foi entre o WWE Champion John Cena e os desafiantes CM Punk e Alberto Del Rio, acompanhado de Ricardo Rodríguez. A luta começou com John cena e Punk brigando para ver quem batia mais em Del Rio, a luta foi pra fora do ringue onde os três se revesaram em bons momentos. De volta ao ringue, Punk teve vantagem e foi impedido por Del Rio de fazer o pin em Cena, depois de um tempo Cena aplicou um STF em Del Rio, Ricardo Rodríguez invadiu o ringue, com a chave que pegou do árbitro de fora do ringue após derrubá-lo, e Cena o derrubou indo para fora do ringue com ele, Del Rio bateu em Cena com um bastão de aço e o deixou fora da jaula, que ficou trancada. Após lutar muito com Punk, Del Rio o acertou com o mesmo bastão de aço e o pinou, vencendo a luta. Cena invadiu o ringue enfurecido e atacou Del Rio.
Dois sujeitos vestidos de preto, que eram R-Truth e The Miz, invadiram o ringue, e atacaram com bastões de ferro John Cena, Alberto Del Rio, CM Punk, os árbitros que estavam na cela e também os cameramen que lá estavam. Todos os superstars presentes no evento vieram para tentar invadir a cela, que misteriosamente depois que The Miz e R-Truth entraram desceu de novo, e parar os dois, entre os homens que chegaram estavam Triple H, John Laurinaits, Teddy Long, e depois oficiais de segurança (Kayfabe) do evento que arrebentaram a corrente da porta de aço e renderam Miz e Truth, que foram retirados de lá para fora da arena. Antes que isso acontecesse, Triple H ainda atacou Miz, e teve de ser segurado por superstars.

## Resultados
| Nº                                          | Resultados                                                                                             | Estipulações                                            | Tempo |
| ------------------------------------------- | --- | ------------------------------------------------------- | ----- |
| Dark                                        | Daniel Bryan derrotou JTG                                                                              | Luta individual                                         | N/A   |
| 1                                           | Sheamus derrotou Christian                                                                             | Luta individual                                         | 13:42 |
| 2                                           | Sin Cara Azul derrotou Sin Cara Negro                                                                  | Luta individual                                         | 9:46  |
| 3                                           | Air Boom (Evan Bourne e Kofi Kingston) (c) derrotou Dolph Ziggler e Jack Swagger (com Vickie Guerrero) | Luta de duplas pelo WWE Tag Team Championship           | 10:47 |
| 4                                           | Mark Henry (c) derrotou Randy Orton                                                                    | Luta Hell in a Cell pelo World Heavyweight Championship | 15:58 |
| 5                                           | Cody Rhodes (c) derrotou John Morrison                                                                 | Luta individual pelo Intercontinental Championship      | 7:20  |
| 6                                           | Beth Phoenix (com Natalya) derrotou Kelly Kelly (c) (com Eve Torres)                                   | Luta individual pelo Divas Championship                 | 8:41  |
| 7                                           | Alberto Del Rio (com Ricardo Rodriguez) derrotou John Cena (c) e CM Punk                               | Luta Triple Threat Hell in a Cell pelo WWE Championship | 24:09 |
| (c) – Refere-se aos campeões antes da luta. | |                                                         |       |